# Сен-Мартен-д’Ирьяж
Сен-Мартен-д'Юрьяж (фр. Saint-Martin-d'Uriage) — коммуна во Франции, находится в регионе Рона — Альпы. Департамент коммуны — Изер. Входит в состав кантона Домен. Округ коммуны — Гренобль.
Код INSEE коммуны — 38422. Население коммуны на 1999 год составляло 4 794 человека. Населённый пункт находится на высоте от 320  до 2 200  метров над уровнем моря. Муниципалитет расположен на расстоянии около 490 км юго-восточнее Парижа, 105 км юго-восточнее Лиона, 10 км юго-восточнее Гренобля. Мэр коммуны — Брюно Мюрьенн, мандат действует на протяжении 2008—2014 гг.
Динамика населения (INSEE):